# Discografia di Adrian Boult
Il direttore inglese Sir Adrian Boult fu un artista discografico prolifico. A differenza di molti musicisti, egli si sentiva perfettamente a proprio agio in studio di registrazione ed era felice di lavorare anche senza il pubblico. La sua carriera discografica si svolse da novembre 1920, quando lavorando con i Ballets Russes di Djagilev incise la musica del balletto The Good-Humoured Ladies, fino a dicembre 1978, quando fece la sua registrazione finale della musica di Hubert Parry.
Una discografia delle registrazioni di Boult fu compilata da Mike Ashman e pubblicata nel Records and Recordings, nel luglio del 1974. Un ulteriore discografia di Nigel Simeone fu pubblicata in Sir Adrian di Boult: Companion of Honour, 1980, Midas Books. Una terza, A Boult Discography, compilata da Alan Sanders, fu pubblicata dal The Gramophone nel 1981. Il seguente elenco si basa sulle prime due di queste e sui cataloghi delle case discografiche e sui numeri arretrati del The Gramophone. Essa è costituita essenzialmente di registrazioni in studio di Boult. Dopo la sua morte, alcune registrazioni dei suoi concerti dal vivo sono stati trasmessi dalla BBC e altri e i dettagli di questi sono indicati di seguito, se noti.
Nell'elenco vengono usate le seguenti abbreviazioni:
| Sigla | Descrizione |
| ----- | --- |
| BBCSO | BBC Symphony Orchestra |
| HMV   | His Master's Voice (Voce del Padrone): in precedenza una etichetta all'interno del gruppo di registrazione EMI |
| LPO   | London Philharmonic Orchestra |
| LSO   | London Symphony Orchestra |
| NPO   | New Philharmonia Orchestra |
| PPO   | Philharmonic Promenade Orchestra. Questo era uno pseudonimo per la London Philharmonic, adottato per motivi contrattuali. Molte delle registrazioni di Boult negli anni 1950 e '60 per la Pye Nixa e le etichette Top Rank sono stati realizzati con la PPO. |
| RPO   | Royal Philharmonic Orchestra |
| BBCMM | BBC Music Magazine Compact Disk (CD). La rivista include un CD con ogni numero. |
| WRC   | World Record Club: una etichetta controllata dalla EMI nel 1950-'70 |

Le registrazioni sono elencate in ordine alfabetico, per compositore.

## A
- Kenneth J. Alford
  - Colonel Bogey, march: LPO, WRC, 1968
- Arne
  - Rule, Britannia!: BBCSO, HMV, 1937
- Arnold
  - English Dances Sets I + II: LPO, Decca, 1958
- Auber
  - Masaniello Overture: BBCSO, HMV, 1935

## B
- C.P.E. Bach
  - Sinfonia n. 3: LPO, HMV, 1957
- Bach
  - Concerti brandeburghesi 1-6: LPO, EMI, 1974
  - Concerti per clavicembalo in C BWV 1061: Artur Schnabel, LSO, HMV, 1937
  - Messa in Si minore: Qui Sedes and Agnus Dei: Kathleen Ferrier, LPO, Decca, 1953[3]
  - Passione secondo Giovanni: All is fulfilled: Ferrier, LPO, Decca, 1953
  - Passione secondo Matteo: Grief for sin: Ferrier, LPO, Decca, 1953
  - Suite n. 3 BWV 1068: BBCSO, HMV, 1934
  - Violin Sonata n. 6 BWV 1019, Prelude (arr. Pick-Mangianalli): BBCSO, HMV, 1934
  - Fantasia and Fugue in C minor (arr. Elgar): LPO, HMV, 1974
  - The Wise Virgins (arr. Walton): LPO, Decca, 1955
- Sergei Barsukov
  - Piano Concerto n. 2, Barsukov, LPO, Everest, 1967
- Bartók
  - Divertimento for String Orchestra: PPO, Pye Nixa, 1957
  - Music for Strings, Percussion and Celesta: PPO, Pye Nixa, 1957
- Bax
  - The Garden of Fand: LPO, Lyrita, 1972
  - Mediterranean: LPO, Lyrita, 1972
  - Northern Ballad n. 1: LPO, Lyrita, 1972
  - November Woods: LPO Lyrita, 1968
  - Tintagel
    - LPO, Decca, 1955
    - LPO, Lyrita, 1972
- Beethoven
  - Coriolano Ouverture
    - BBCSO, HMV 2101, 1934
    - NPO, HMV, 1971
    - PPO, Top Rank, 1962

  - Egmont Overture
    - BBCSO, HMV, 1933
    - PPO, Top Rank, 1959

  - Fidelio Overture: PPO, Top Rank, 1962
  - Leonora n. 3 Overture: PPO, Top Rank, 1962
  - Piano Concerto n. 3: Solomon, BBCSO, HMV, 1942
  - Romance n. 2 in F: Hyman Bress, LPO, WRC, 1968
  - Sinfonia n. 3: PPO, Top Rank, 1962
  - Sinfonia n. 5: PPO, Top Rank, 1959
  - Sinfonia n. 6
    - PPO, Top Rank, 1959
    - LPO, HMV, 1978

  - Sinfonia n. 7: PPO, Top Rank, 1962
  - Sinfonia n. 8: BBCSO, HMV, 1932
  - The Ruins of Athens, Overture and Turkish March: Philharmonia, HMV, 1959
  - Concerto per violinoo
    - Ruggiero Ricci, LPO, Decca, 1953
    - Josef Suk, NPO, HMV, 1971
- Berg
  - Lyric Suite – three movements for string orchestra: BBCSO, BBC, 1966 (live recording)
- Berlioz
  - Béatrice et Bénédict Overture: PPO, Pye Nixa, 1960
  - Benvenuto Cellini Overture: PPO, Pye Nixa, 1960
  - Le Corsaire Overture: PPO, Pye Nixa, 1960
  - Les francs-juges Overture
    - BBCSO, HMV, 1937
    - PPO, Pye Nixa, 1960

  - Rob Roy Overture: PPO, Pye Nixa, 1960
  - Le Roi Lear Overture
    - BBCSO, HMV, 1937
    - PPO, Pye Nixa, 1960

  - Roman Carnival Overture
    - BBCSO, HMV, 1933
    - PPO, Pye Nixa, 1960

  - Waverley: Overture: PPO, Pye Nixa, 1960
- Bizet
  - Petite Suite: Philharmonia, BBC, 1964 (live recording)
- Bliss
  - Music for Strings
    - BBCSO, HMV, 1937
    - LPO, HMV, 1974

  - Piano Concerto, 2 recordings with Solomon: 
    - New York Philharmonic, world premiere performance, 10 June 1939
    - studio recording, Royal Liverpool Philharmonic, January 1943

  - Rout: Stella Power, British Sinfonia Orchestra, HMV, 1926
- Borodin
  - Prince Igor, Polovtsian March: BBCSO, HMV, 1937
- Brahms
  - Academic Festival Overture
    - LPO, HMV, 1951
    - PPO, Pye Nixa, 1956
    - LPO, WRC, 1968
    - LPO, HMV, 1973

  - Alto Rhapsody
    - Monica Sinclair, PPO, Pye Nixa, 1958
    - Janet Baker, London Philharmonic Choir, LPO, HMV 1971

  - Hungarian Dances 17 and 18: LPO, HMV, 1951
  - Hungarian Dances 19, 20 and 21: BBCSO, HMV, 1939
  - Piano Concerto n. 1: Wilhelm Backhaus, BBCSO, HMV, 1933
  - Piano Concerto n. 2
    - Artur Schnabel, BBCSO, 1936
    - Louis Kentner, Philharmonia, 1959

  - Serenade n. 1: LPO, HMV, 1979
  - Serenade n. 2: LPO, HMV, 1979
  - Sinfonia n. 1
    - PPO, Pye Nixa, 1956
    - LPO, HMV, 1973

  - Sinfonia n. 2
    - PPO, Pye Nixa, 1956
    - LPO, HMV, 1971

  - Sinfonia n. 3
    - PPO, Pye Nixa, 1957
    - LSO, HMV, 1971

  - Sinfonia n. 4
    - PPO, Pye Nixa, 1956
    - LPO, HMV, 1973

  - Tragic Overture
    - BBCSO, HMV, 1933
    - PPO, Pye Nixa, 1958
    - LPO, HMV, 1971

  - Variations on a theme by Haydn: LPO, HMV, 1979
- Brian
  - Sinfonia n. 1: Honor Sheppard, Shirley Minty, Ronald Dowd, Roger Stalman, BBC Chorus, BBC Choral Society, BBCSO, Testament, 1966 (live recording)
- Bridge
  - Cherry Ripe: LPO, Lyrita, 1978
  - Lament for Strings: LPO, Lyrita, 1978
  - Sally in Our Alley: LPO, Lyrita, 1978
  - Sir Roger de Coverley: LPO, Lyrita, 1978
  - Suite for String Orchestra: LPO, Lyrita, 1978
- Britten
  - Peter Grimes – Four Sea Interludes and Passacaglia: LPO, Westminster/Pye, 1966 (recorded August 1956)
  - Matinées musicales: PPO, Westminster/Pye Nixa, 1959 (recorded August 1956)
  - Soirées musicales 
    - PPO, Westminster/Pye Nixa, 1959 (recorded August 1956)
    - March: LPO, Lyrita, 1973

  - The Young Person's Guide to the Orchestra: LPO, Westminster/Pye (recorded August 1956)
- Bruch
  - Kol Nidrei: Bunting, LPO, WRC, 1968
  - Scottish Fantasy
    - Rabin, Philharmonia, Columbia, 1958
    - Alfredo Campoli, LPO, Decca, 1959

  - Concerto per violino n. 1
    - Mischa Elman, LPO, Decca, 1956
    - Menuhin, LSO, HMV, 1973

  - Concerto per violino n. 2: Menuhin, LSO, HMV, 1973
- George Butterworth
  - Two English Idylls: LPO, Lyrita, 1967
  - A Shropshire Lad, Rhapsody
    - British Sinfonia Orchestra, HMV, 1921
    - Hallé Orchestra, HMV, 1942
    - LPO, Decca, 1955

  - The Banks of Green Willow 
    - LPO, Decca, 1955
    - LPO, Lyrita, 1967

## C
- Chopin
  - Piano Concerto n. 1 (arr Balakirev): Friedrich Gulda, LPO, Decca, 1954
  - Piano Sonata n. 2 – Funeral March (arr Elgar): BBCSO, HMV, 1932
- Jeremiah Clarke
  - Trumpet Voluntary: Gordon Webb, LPO, WRC, 1968
- Coates
  - The Dambusters March
    - LPO, WRC, 1968
    - NPO, Lyrita, 1976

  - From Meadow to Mayfair Suite: NPO, Lyrita, 1976
  - The Merrymakers Overture: NPO, Lyrita, 1976
  - Summer Days Suite: NPO, Lyrita, 1976
  - The Three Bears Phantasy: NPO, Lyrita, 1976
  - The Three Elizabeths Suite: NPO, Lyrita, 1976

## D
- Davies
  - RAF March Past: LPO, WRC, 1968
- Delibes
  - Coppelia, Suite: PPO, Pye Nixa, 1956
  - Naila – Waltz (arr. Minkus):PPO, Pye Nixa, 1956
  - Sylvia, Suites: PPO, Pye Nixa, 1956
- Delius
  - Marche Caprice: LPO, Lyrita, 1973
- Dohnányi
  - Piano Concerto n. 2: Dohnanyi, RPO, HMV, 1957
  - Variations on a Nursery Theme
    - Julius Katchen, LPO, Decca, 1954
    - Ernő Dohnányi, RPO, HMV, 1957
    - Julius Katchen, LPO, Decca, 1960
- Dvořák
  - Cello Concerto Mstislav Rostropovich, RPO, HMV, 1958

## E
- Elgar
  - The Apostles: Sheila Armstrong, Helen Watts, Robert Tear, John Carol Case, Benjamin Luxon, Clifford Grant, London Philharmonic Choir, LPO, HMV, 1974
  - Bavarian Dances
    - LPO, Decca, 1955
    - LPO, HMV, 1968

  - Caractacus – Triumphal March, LPO, HMV, 1975
  - Carillon, LPO, HMV, 1975
  - Cello Concerto
    - Pablo Casals, BBCSO, HMV, 1946
    - Paul Tortelier, LPO, HMV, 1973

  - Chanson de Matin
    - LPO, Decca, 1955
    - LPO, HMV, 1968

  - Chanson de Nuit
    - LPO, Decca, 1955
    - LPO, HMV, 1968

  - Choral Songs
    - BBC Chorus, HMV, 1982 (recorded February 1967)

  - Cockaigne
    - PPL, Westminster/Pye Nixa (recorded August 1956)
    - LPO, HMV, 1972

  - Dream Children: LPO, HMV, 1956
  - Il sogno di Geronte
    - Prelude: BBCSO, HMV, 1934
    - Helen Watts, Nicolai Gedda, Robert Lloyd, London Philharmonic Choir, NPO, 1976

  - Enigma Variations
    - BBCSO, HMV, 1936
    - LPO, HMV, 1954
    - LSO, HMV, 1970

  - Falstaff
    - LPO, HMV, 1951
    - PPO, Westminster/Pye Nixa, 1957 (recorded August 1956)
    - LPO, HMV, 1974

  - Overture Froissart
    - LPO, HMV, 1956
    - LPO, HMV, 1972

  - Imperial March 
    - BBCSO, HMV, 1937
    - LPO, HMV, 1977

  - Overture In the South Alassio
    - LPO, HMV, 1956
    - LPO, HMV, 1972

  - Introduction and Allegro
    - BBCSO, HMV, 1937
    - LPO, HMV, 1954
    - LPO, HMV, 1973

  - The Kingdom: Margaret Price, Yvonne Minton, Alexander Young, John Shirley-Quirk, London Philharmonic Choir, LPO, HMV, 1969
  - The Music Makers: Janet Baker, London Philharmonic Choir, LPO, 1967
  - Nursery Suite: LPO, HMV, 1956
  - Polonia: LPO, 1975
  - Pomp and Circumstance Marches 1-5
    - LPO, HMV, 1956
    - LPO, HMV, 1977

  - The Sanguine Fan: LPO, 1974
  - Serenade for Strings: LPO, HMV, 1973
  - Sospiri: BBCSO, HMV, 1937
  - Sinfonia n. 1
    - LPO, HMV, 1950
    - LPO, Lyrita, 1968
    - LPO, HMV, 1977

  - Sinfonia n. 2
    - Sinfonia n. 2 BBCSO, HMV, 1945
    - PPO, Westminster/Pye Nixa, 1957 (recorded August 1956)
    - Scottish National Orchestra, 1964
    - LPO, Lyrita, 1968
    - LPO, HMV, 1976

  - Concerto per violino
    - Alfredo Campoli, LPO Decca, 1955
    - Yehudi Menuhin, NPO, HMV, 1966
    - Ida Haendel, LPO, HMV, 1978

  - The Wand of Youth Suites 1 and 2
    - Suite n. 1 only: LPO, HMV, 1954
    - Suites 1 and 2: LPO, HMV, 1968

## F
- Falla
  - El Amor Brujo – Fire Dance: WRC, 1968
- Finzi
  - The Fall of the Leaf, LPO, Lyrita, 1978
  - Introit, Rodney Friend, LPO, Lyrita,
  - Nocturne, LPO, Lyrita, 1978
  - Prelude for String Orchestra, LPO, Lyrita, 1978
  - Romance for String Orchestra, LPO, Lyrita, 1978
  - A Severn Rhapsody, LPO, Lyrita, 1978
- Franck
  - Symphonic Variations
    - Anderson Tyrer, British Sinfonia Orchestra, Velvet Face 599-600, 1923
    - Clifford Curzon, LPO, Decca, 1960

  - Sinfonia in D minor: "London Orchestral Society Orchestra"[4] Originally recorded for Reader's Digest, 1959

## G
- Gershwin
  - Cuban Overture: London Philharmonic Orchestra, WRC, 1968
- Glinka
  - Russlan and Ludmilla Overture LPO, WRC, 1967
- Gluck
  - Alceste, Overture: BBCSO, HMV, 1937
- Gounod
  - O Divine Redeemer:Kirsten Flagstad, LPO, Decca, 1958
- Grainger
  - Over the Hills and far away, Children's March: LPO, Lyrita, 1973
- Grieg
  - Piano Concerto: Shura Cherkassky, LPO, WRC, 1966
- Franz Gruber
  - Silent Night: Kirsten Flagstad, LPO, Decca, 1958

## H
- Patrick Hadley
  - One Morning in Spring – sketch for orchestra: BBCSO, BBC, (1966 live recording)
- Händel
  - Acis and Galatea: Peter Pears, Joan Sutherland,  Owen Brannigan, Philomusica Orchestra, L'Oiseau Lyre-Decca, 1960
  - Judas Maccabeus – Father of Heaven: Ferrier, LPO, Decca, 1953
  - Messiah 
    - He was despised; O thou that tallest: Ferrier, LPO, Decca, 1953
    - Jennifer Vyvyan, Norma Procter, George Maran, Owen Brannigan, London Philharmonic Choir, LPO, Decca, 1954
    - Joan Sutherland, Grace Bumbry,  Kenneth McKellar,  David Ward, London Sinfonia Chorus, LSO, Decca, 1961

  - Music for the Royal Fireworks: LPO, HMV, 1949
  - Organ Concertos,  Op 4 Nos 1-6 and Op 7 Nos 1-6: E. Power Biggs, LPO, 1960
  - Overture in D minor (arr. Elgar): LPO, HMV, 1972
  - Samson – Return O God of Hosts: Ferrier, LPO, Decca, 1953
  - Water Music: PPO, Pye Nixa, 1956
- Holst
  - Beni Mora: LPO, Lyrita, 1972
  - Choral Sinfonia: Felicity Palmer, London Philharmonic Choir, LPO, HMV, 1974
  - Egdon Heath LPO Decca 1962
  - Fugal Overture LPO, Lyrita, 1968
  - Hammersmith Prelude and Scherzo LPO, Lyrita, 1972
  - Japanese Suite LSO Lyrita, 1971
  - The Hymn of Jesus BBC Chorus, BBCSO, Decca, 1962
  - The Perfect Fool Ballet Music LPO Decca
    - LPO, Decca, 1955
    - LPO, Decca, 1962

  - I pianeti
    - BBCSO and chorus, HMV, 1945
    - London Philharmonic Choir, PPO, recorded 1954, Pye Nixa NLP 903, 1954
    - Vienna Academy Chorus, Vienna State Opera Orchestra, recorded Apr, 1959, Whitehall WHS 20033, 1960
    - Ambrosian Singers, NPO, recorded 21-22 Jul 1966, HMV ASD 2301, 1967
    - London Choral Society, BBCSO, recorded live 7 Sep 1973, BBCMM 359, 2013
    - Geoffrey Mitchell Choir, LPO, recorded Jul-Aug 1978 & May 1979, HMV ASD 3649, 1979

  - Scherzo: LPO, Lyrita, 1972
  - A Somerset Rhapsody: LPO, Lyrita, 1972
  - Suite in E flat Op.28 No1 – March (arr Gordon Jacob):, LPO, Lyrita, 1973
- Howells
  - Concerto for Strings: LPO, HMV. 1974
  - Elegy: NPO, Lyrita, 1976
  - Merry-Eye: NPO, Lyrita, 1976
  - Music for a Prince: NPO, Lyrita, 1976
  - Processional: LPO, Lyrita, 1978
- Humperdinck
  - Hansel and Gretel, Overture
    - British Sinfonia Orchestra, HMV, 1927
    - BBCSO, HMV, 1932

## I
- Ireland
  - Concertino Pastorale: LPO, Lyrita, 1966
  - A Downland Suite: Elegy, Minuet, LPO, Lyrita, 1966
  - Epic March: LPO, Lyrita, 1966
  - The Forgotten Rite: LPO, Lyrita, 1966
  - The Holy Boy: LPO, Lyrita, 1966
  - Legend: Eric Parkin, LPO, Lyrita, 1966
  - London Overture: LPO, Lyrita, 1966
  - Mai-Dun: LPO, Lyrita, 1966
  - The Overlanders: LPO, Lyrita, 1971
  - Piano Concerto in E-flat major: Eric Parkin, LPO, Lyrita, 1968
  - Satyricon: LPO, Lyrita, 1966
  - Scherzo and Cortege from Julius Caesar: LPO, Lyrita, 1971
  - These Things Shall Be: John Carol Case, LPO, Lyrita, 1968
  - Tritons, LPO, Lyrita, 1971

## K
- Khachaturian
  - Piano Concerto: Mindru Katz, LPO, Pye, 1959

## L
- Lalo
  - Cello Concerto, Nelsova, LPO, Decca, 1954
- Samuel Liddell
  - Abide with me: Kirsten Flagstad, LPO, Decca, 1958
- Liszt
  - Piano Concerto n.1 in E flat, Anderson Tyrer, British Sinfonia Orchestra, Velvet Face 557-58, 1923
  - Fantasia on Hungarian Folktunes: Edith Farnadi, PPO, Pye Nixa, 1959
  - Totentanz, Edith Farnadi: PPO, Pye Nixa, 1959
- Henry Charles Litolff
- Concerto Symphonique, Scherzo
  - Clifford Curzon, LPO, Decca, 1960
  - Shura Cherkassky, LPO, WRC, 1969

## M
- Mahler
  - Kindertotenlieder
    - Christa Ludwig, Philharmonia, Columbia, 1959
    - Kirsten Flagstad, Vienna Philharmonic, Decca, 1960

  - Lieder eines fahrenden Gesellen: Kirsten Flagstad, Vienna Philharmonic, Decca, 1960
  - Sinfonia n. 1: LPO, Top Rank, 1960
  - Sinfonia n. 3: Kathleen Ferrier, BBCSO, Testament (1947 live recording)
- Mendelssohn:
  - Elijah – O rest in the Lord: Norma Procter, LPO, Decca, 1955
  - The Hebrides: BBCSO, HMV, 1934
  - A Midsummer Night's Dream, Overture 
    - BBCSO, HMV, 1945
    - PPO, Pye Nixa, 1957

  - A Midsummer Night's Dream, Incidental Music
    - Nocturne: BBCSO HMV, 1933
    - Wedding March BBCSO, HMV, 1945
    - Scherzo, Intermezzo, Nocturne, Wedding March, Dance of the Clowns, Fairies' March: PPO, Pye Nixa, 1957

  - Ruy Blas, Overture: BBCSO, HMV, 1935
  - Sinfonia n. 3 PPO Pye Nixa, 1958
  - Sinfonia n. 4 
    - PPO, Pye Nixa 1958
    - LPO, WRC, 1968

  - Concerto per violino 
    - Yehudi Menuhin, Philharmonia, HMV, 1953
    - Michael Rabin, Philharmonia, Columbia, 1958
    - Alfredo Campoli, LPO, Decca, 1959
    - Maureen Smith, LPO, WRC, 1968
- Meyerbeer
  - Le Prophète – Coronation March: BBCSO, HMV, 1937
- Moeran
  - Cello Concerto: Peers Coetmore, LPO, Lyrita, 1970
  - Overture for a Masque: LPO, Lyrita, 1970
  - Rhapsody n. 2: LPO, Lyrita, 1970
  - Sinfonietta: LPO, Lyrita, 1968
  - Sinfonia in G minor: NPO, Lyrita, 1975
- Georg Matthias Monn
  - Cello Concerto - 1st movement: William Pleeth, LPO, HMV, 1957
- Mozart
  - Concerto for 2 pianos: Artur Schnabel, Karl-Ulrich Schnabel, LSO, HMV, 1937
  - Cosi fan tutte – Overture
    - BBCSO, HMV, 1934
    - BBCSO, HMV, 1939

  - Horn Concerto n. 3: Aubrey Brain, BBCSO, HMV, 1940
  - Piano Concerto n. 17: André Previn, LSO, HMV, 1974
  - Piano Concerto n. 20: Annie Fischer, Philharmonia, Columbia, 1960
  - Piano Concerto n. 23: Annie Fischer, Philharmonia, Columbia, 1960
  - Piano Concerto n. 24: André Previn, LSO, HMV, 1974
  - Der Schauspieldirektor – Overture: BBCSO DB 1969, 1934
  - Sinfonia n. 32: BBCSO DB 6172, 1944
  - Sinfonia n. 41: BBCSO DB 1966-69, 1934
  - Die Zauberflöte – Overture: LPO, T 730/ST 730, 1968

## N
- Nicolai
  - The Merry Wives of Windsor – Overture
    - BBCSO, HMV, 1934
    - LPO, HMV, 1951

## P
- Paganini
  - Concerto per violino n. 1: Yehudi Menuhin, LPO, HMV, 1956
- Hubert Parry
  - Blest Pair of Sirens 
    - Oxford Bach Choir, LSO, HMV, 1948
    - London Philharmonic Choir and Orchestra, HMV, 1967

  - Elegy for Brahms: LPO, HMV, 1978
  - English Suite: LSO Lyrita, 1971
  - Jerusalem: Flagstad, LPO, Decca, 1958
  - Lady Radnor's Suite: LSO Lyrita, 1971
  - Overture to an unwritten tragedy: LSO, Lyrita, 1971
  - Symphonic Variations
    - LSO, Lyrita, 1971
    - LPO, HMV, 1978

  - Sinfonia n. 5: LPO, HMV, 1978
- Ponchielli
  - La Gioconda – Dance of the Hours: LPO, WRC, 1968
- Prokofiev
  - Lieutenant Kijé – suite: Paris Conservatoire Orchestra, Decca, 1956
  - The Love of Three Oranges – suite: LPO, Decca, 1956
  - Piano Concerto n. 1: Mindru Katz, LPO, Pye Nixa, 1959

## R
- Rachmaninoff
  - Piano Concerto n. 1: Peter Katin, LPO, Decca, 1959
  - Piano Concerto n. 2: Clifford Curzon, LPO, Decca, 1956
  - Rhapsody on a Theme of Paganini
    - Julius Katchen, LPO, Decca, 1954
    - Julius Katchen, LPO, Decca, 1960

  - Sinfonia n. 2: LPO, Decca, 1966
  - Sinfonia n. 3: LPO, Decca, 1959
- Ravel
  - Daphnis et Chloé Suite n. 2: Philharmonia, BBC, 1964 (live performance)
  - Tzigane: Michael Rabin, Philharmonia, Columbia, 1958
- Respighi
  - Feste Romane: PPO, Westminster, 1959
  - Rossiniana: PPO, Westminster, 1959
- Rimsky-Korsakov
  - Russian Easter Festival Overture LPO, Decca, 1959
  - The Snow Maiden – Dance of the Tumblers LPO, WRC, 1967
- Rodgers
  - Guadalcanal March: LPO, WRC, 1968
- Rossini
  - La Boutique fantasque (arr. Respighi): British Sinfonia Orchestra, HMV, 1926
  - (See also Britten: Matinées and Soirées musicales)
- Rubbra
  - Sinfonia n. 7: LPO, Lyrita, 1970

## S
- Saint-Saëns
  - Cello Concerto n. 1: Zara Nelsova, LPO, Decca, 1954
  - Danse Macabre LPO, WRC, 1968
  - Samson et Dalila – Bacchanale: BBCSO, HMV, 1933
  - Wedding Cake: LPO, WRC 1968
- Pablo Sarasate
  - Zigeunerweisen: Hyman Bress, LPO, WRC, 1968
- Scarlatti
  - The Good-humoured Ladies (arr. Tommasini.): British Sinfonia Orchestra, HMV, 1921
- Schubert
  - Sinfonia n. 4 LPO
  - Sinfonia n. 8 in B minor ("Unfinished"): Philharmonia, BBC, (1964 live recording)
  - Sinfonia n. 9 Great C major
    - BBCSO, HMV, 1935
    - LPO, Pye Nixa, 1957
    - LPO, HMV, 1972
- Schumann
  - Manfred – Overture: BBCSO, HMV, 1934
  - Piano Concerto: Shura Cherkassky,LPO, WRC, date
  - Sinfonia n. 1 PPO, Pye Nixa, 1957
  - Sinfonia n. 2 PPO, Pye Nixa, 1957
  - Sinfonia n. 3 PPO, Pye Nixa, 1957
  - Sinfonia n. 4 PPO, Pye Nixa, 1957
- Humphrey Searle
  - Sinfonia n. 1:  LPO, Decca, 1960
- Shostakovich
  - Sinfonia n. 6: LPO, Everest, 1967
- Sibelius
  - The Bard: PPO, Pye Nixa, 1958
  - En saga: PPO, Pye Nixa, 1958
  - Finlandia: PPO, Pye Nixa, 1958
  - Lemminkainen's Return: PPO, Pye Nixa, 1958
  - Night Ride and Sunrise BBCSO DB 2795-96(-/36: PPO, Pye Nixa, 1958
  - The Oceanides
    - BBCSO, HMV, 1936
    - PPO, Pye Nixa, 1958

  - Pohjola's Daughter: PPO, Pye Nixa, 1958
  - Romance in C: BBCSO, HMV, 1940
  - The Swan of Tuonela: PPO, Pye Nixa, 1958
  - Sinfonia n. 7: RPO, BBC, (1963 live recording)
  - Tapiola: PPO, Pye Nixa, 1958
  - The Tempest – prelude: PPO Pye Nixa, 1958
  - Concerto per violino: Yehudi Menuhin, LPO, HMV, 1956
- Robert Simpson
  - Sinfonia n. 1 LPO, HMV, 1957
- Smetana
  - The Bartered Bride – Overture; Polka; Furiant; Dance of the Comedians LPO, WRC, 1967
  - Ma Viast – Vltava LPO, WRC, 1967
- Smyth
  - Fête galante – Minuet: Light Sinfonia Orchestra, HMV, 1939
  - Two French Folk Melodies: Light Sinfonia Orchestra, HMV, 1939
- Sousa
  - Marches – El Capitan; Liberty Bell; Stars and Stripes for Ever; Washington Post: LPO, WRC, 1968
- Stamitz
  - Sinfonia in E flat - 1st and 2nd movement LPO, HMV, 1957
- Strauss I
  - Radetzky March LPO, WRC, 1968
- Stravinsky
  - Circus Polka: LPO, WRC, 1968
- Sullivan
  - Overture di Ballo: New Sinfonia Orchestra of London, Reader's Digest, 1960
- Suppé
  - Boccaccio – Overture: PPO, Pye Nixa, 1958
  - Fatinitza – Overture: PPO, Pye Nixa, 1958
  - Light Cavalry – Overture PPO, Pye Nixa, 1958
  - Morning, Noon and Night in Vienna – Overture PPO, Pye Nixa, 1958
  - Poet and Peasant – Overture PPO, Pye Nixa, 1958
  - Die Schone Galathea – Overture Philharmonic Promenade Orch, Pye Nixa, 1958

## T
- Tchaikovsky
  - Capriccio Italien: BBCSO, HMV, 1940
  - Concert Fantasia: Peter Katin, LPO, Decca, 1959
  - 1812 Overture: 
    - LPO, Decca, 1952
    - Coldstream Guards Band, LPO, WRC, 1968

  - Eugene Onegin – Polonaise: BBCSO, HMV, 1937
  - Hamlet: LPO, Decca, 1952
  - Marche Slave LPO, T 683/ST 683, 1968
  - Piano Concerto n. 1: Paul Badara-Skoda, PPO, Pye Nixa, 1956
  - Romeo and Juliet
    - LPO, Pye Nixa, 1961
    - LPO, WRC, 1968

  - Serenade for Strings: BBCSO, HMV, 1940
  - Suite n. 3
    - Paris Conservatoire Orchestra, Decca, 1956
    - LPO, HMV, 1974

  - Sinfonia n. 3 LPO, Decca, 1956
  - Sinfonia n. 5 Pye Nixa, 1960
  - Sinfonia n. 6 "Pathétique":  LPO, Pye Nixa, 1960
  - Concerto per violino 
    - Mischa Elman, LPO, Decca, 1954
    - Hyman Bress, LPO, WRC, 1968
- Carl Teike
  - Old Comrades: LPO, WRC, 1958
- Traditional and Miscellaneous
  - The Battle Hymn of the Republic: LPO, WRC, 1968
  - The British Grenadiers
    - BBCSO HMV, 1937
    - LPO, WRC, 1968

  - The Coronation of Queen Elizabeth II: Coronation Choir and Orchestra, HMV, 1953
  - Jubilate: Kirsten Flagstad, LPO, Decca, 1958
  - Lillibulero: LPO, WRC, 1968
  - O Come All Ye Faithful: Kirsten Flagstad, LPO, Decca, 1958

## V
- Vaughan Williams
  - Concerto for 2 pianos: Vitya Vronsky, Victor Babin, LPO, HMV, 1969
  - Dona Nobis Pacem London Philharmonic Choir, LPO, HMV, 1974
  - English Folk Songs Suite (arr Gordon Jacob)
    - LPO, Pye Nixa, 1954
    - Vienna State Opera Orchestra, Westminster, 1961
    - LPO, HMV, 1971

  - Fantasia on the 'Old 104th' LPO, HMV, 1970
  - Fantasia on a Theme of Thomas Tallis
    - BBCSO HMV, 1940
    - Philharmonic Promenade Orchoestra, Pye Nixa, 1954
    - Vienna State Opera Orchestra, Westminster, 1961
    - LPO, Lyrita, 1970
    - NPO, BBC [live], 1972
    - LPO, HMV, 1976

  - Flos Campi: William Primrose, BBC Chorus, Philharmonia, HMV, 1947
  - Greensleeves Fantasia
    - PPO, Pye Nixa, 1954
    - Vienna State Opera Orchestra, Westminster, 1961
    - LSO, HMV, 1970 (p 1971)

  - In the fen country: NPO, HMV, 1968
  - Job 
    - BBCSO, HMV, 1946
    - LPO, Decca, 1954
    - LPO, Everest, 1958
    - LSO, HMV, 1970 (p 1971)

  - The Lark Ascending
    - Jean Pougnet, LPO, HMV, 1953
    - Hugh Bean, NPO, HMV,1967

  - Norfolk Rhapsody 
    - LPO, Pye Nixa, 1954
    - New Philharmonia, HMV, 1968

  - Old King Cole LPO, Decca, 1955
  - Partita for Double String Orchestra
    - LPO, Decca, 1960
    - LPO, HMV 1975 (p 1976)

  - The Pilgrim's Progress: John Noble, Raimund Herincx, John Carol Case, Wynford Evans, Christopher Keyte, Geoffrey Shaw, Bernard Dickerson, Sheila Armstrong, Marie Hayward, Gloria Jennings, Ian Partridge, John Shirley-Quirk, Terence Sharpe, Robert Lloyd, Norma Burrowes, Alfreda Hodgson, Joseph Ward, Richard Angas, John Elwes, Delia Wallis, Wendy Eathorne, Gerald English, London Philharmonic Choir and LPO, HMV, 1972
  - Serenade to Music
    - Festival Choir and Orchestra, HMV, 1951
    - Norma Burrowes, Sheila Armstrong, Susan Longfield, Marie Hayward, Alfreda Hodgson, Gloria Jennings, Shirley Minty, Meriel Dickinson, Ian Partridge, Bernard Dickerson, Wynford Evans, Kenneth Bowen, Richard Angas, John Carol Case, John Noble & Christopher Keyte, LPO, HMV, 1969 (p 1970)

  - Sinfonia n. I (A Sea Sinfonia) 
    - Isobel Baillie, John Cameron, London Philharmonic Choir, LPO, Decca, 1954
    - Sheila Armstrong, John Carol Case, London Philharmonic Choir, LPO, HMV, 1968

  - Sinfonia n. 2 (A London Sinfonia) 
    - LPO, Decca, 1952
    - LPO, HMV, 1971

  - Sinfonia n. 3 (Pastoral) 
    - Margaret Ritchie, LPO, Decca, 1953
    - Margaret Price, NPO, HMV, 1968

  - Sinfonia n. 4 
    - LPO, Decca, 1955
    - NPO, HMV, 1968

  - Sinfonia n. 5 
    - LPO, Decca, 1954
    - LPO, HMV, 1970

  - Sinfonia n. 6 
    - LSO, HMV, 1949
    - LPO, Decca, 1954
    - NPO, HMV, 1967

  - Sinfonia n. 7 (Sinfonia Antartica) 
    - Margaret Ritchie, (superscriptions spoken by John Gielgud) LPO, Decca, 1954
    - Norma Burrowes, London Philharmonic Choir, LPO, HMV, 1970

  - Sinfonia n. 8 
    - LPO, Decca, 1960
    - LPO, HMV, 1969

  - Sinfonia n. 9 
    - LPO, Everest, 1960
    - LPO, HMV, 1970

  - Thanksgiving for Victory: Luton Choral Society, LPO, HMV, 1953
  - Towards the Unknown Region: Sheila Armstrong, John Carol Case, London Philharmonic Choir, LPO, HMV, 1974
  - The Wasps, incidental music
    - LPO, Decca, 1954
    - LPO, HMV, 1968

## W
- Wagner
  - Götterdämmerung – Dawn and Siegfried's Rhine Journey; Siegfried's Funeral Music: LPO, HMV, 1973
  - Lohengrin – Preludes to Acts 1 and 3: NPO, HMV, 1972
  - Die Meistersinger
    - Prelude: BBCSO, HMV, 1933
    - Prelude and Prelude to Act 2: NPO, HMV, 1972

  - Parsifal – Good Friday Music 
    - BBCSO, HMV, 1933
    - LSO, HMV, 1974

  - Siegfried – Forest Murmurs LPO, ASD 2934, 1973
  - Siegfried Idyll, LSO, HMV, 1974
  - Tannhäuser
    - Prelude: NPO, HMV, 1972
    - Prelude to Act 3 LPO, HMV, 1973

  - Tristan und Isolde – Prelude 
    - BBCSO, HMV, 1933
    - NPO, HMV, 1972

  - Die Walküre – Ride of the Valkyries: LPO, HMV, 1973
- Josef Wagner
  - Under the Double Eagle LPO, WRC, 1968
- Walton
  - Belshazzar's Feast: John Noble, London Philharmonic Choir, LPO, Pye Nixa, 1954
  - Crown Imperial, 
    - BBCSO, HMV, 1937
    - LPO, HMV, 1977

  - Hamlet: Funeral March, LPO, Lyrita, 1973
  - Portsmouth Point – Overture 
    - BBCSO, HMV, 1937
    - LPO, Decca, 1955
    - LPO, WRC, 1968

  - Scapino: LPO, Decca, 1955
  - Siesta: Decca, 1955
  - Sinfonia n. 1: PPO, Westminster/Pye Nixa, 1964 (recorded August 1956)
- Weber
  - Euryanthe – Overture: BBCSO, HMV, 1937
  - Der Freischütz – Overture BBCSO, HMV, 1933
- Wienawski
  - Concerto per violino n. 1: Michael Rabin, Philharmonia, Columbia, 1958
  - Concerto per violino n. 2: Mischa Elman, LPO, Decca, 1956
- Williamson
  - Organ Concerto: Malcolm Williamson,  LPO, Lyrita, 1974
  - Concerto per violino: Yehudi Menuhin, LPO, HMV, 1972
- Wolf
  - Italian Serenade: Philharmonia, HMV, 1959
- Wolf-Ferrari
  - The Jewels of the Madonna – intermezzo: LPO, WRC, 1968

## Z
- Zimmermann
  - Anchors Away: LPO, WRC, 1968